# Coppa Intertoto 1975
La Coppa Intertoto 1975, detta anche Coppa d'Estate 1975, è stata la nona edizione di questa competizione (la quindicesima, contando anche quelle della Coppa Rappan) gestita dalla SFP, la società di scommesse svizzera.
Non era prevista la fase finale fra le vincitrici della fase a gironi della fase estiva. Le squadre che si imponevano nei singoli raggruppamenti venivano considerate tutte vincenti a pari merito e ricevevano, oltre ad un piccolo trofeo, un cospicuo premio in denaro.

## Partecipanti
| Nazione                   | Squadra                                                                      | Campionato | Note |
| ------------------------- | ---------------------------------------------------------------------------- | --- | --- |
| Cecoslovacchia (bandiera) | Inter Bratislava Bohemians Praga Zbrojovka Brno Spartak Trnava Baník Ostrava | Vicecampione di Cecoslovacchia 1974-75 3º campionato di Cecoslovacchia 1974-75 4º campionato di Cecoslovacchia 1974-75 6º campionato di Cecoslovacchia 1974-75 13º campionato di Cecoslovacchia 1974-75 | Vincitrice Coppa di Cecoslovacchia 1974-75,Vincitrice della Coppa Intertoto Girone 6 nell'anno precedente Vincitrice della Coppa Intertoto Girone 8 nell'anno precedente |
| Germania (bandiera)       | Eintracht Braunschweig Kaiserslautern Duisburg TeBe Berlino                  | 9º campionato di Germania Ovest 1974-75 13º campionato di Germania Ovest 1974-75 14º campionato di Germania Ovest 1974-75 17º campionato di Germania Ovest 1974-75                                      | Vincitrice della Coppa Intertoto Girone 7 nell'anno precedente |
| Svizzera (bandiera)       | Zurigo Young Boys Grasshoppers Winterthur                                    | Campione di Svizzera 1974-75 Vicecampione di Svizzera 1974-75 3º campionato di Svizzera 1974-75 8º campionato di Svizzera 1974-75                                                                       | |
| Polonia (bandiera)        | Śląsk Wrocław Zagłębie Sosnowiec Polonia Bytom ROW Rybnik                    | 3º campionato di Polonia 1974-75 5º campionato di Polonia 1974-75 8º campionato di Polonia 1974-75 14º campionato di Polonia 1974-75                                                                    | |
| Svezia (bandiera)         | Malmö FF AIK Öster GAIS Åtvidaberg Elfsborg                                  | Campione di Svezia 1974 Vicecampione di Svezia 1974 3º campionato di Svezia 1974 4º campionato di Svezia 1974 5º campionato di Svezia 1974 6º campionato di Svezia 1974                                 | Vincitrice Coppa di Svezia 1973-74, Vincitrice della Coppa Intertoto Girone 3 nell'anno precedente                                                                       |
| Austria (bandiera)        | SSW Innsbruck VÖEST Linz Sturm Graz Admira/Wacker                            | Campione d'Austria 1974-75 Vicecampione d'Austria 1974-75 5º campionato d'Austria 1974-75 8º campionato d'Austria 1974-75                                                                               | Vincitrice Coppa d'Austria 1974-75 |
| Danimarca (bandiera)      | KB Vejle B 1903 Holbæk                                                       | Campione di Danimarca 1974 Vicecampione di Danimarca 1974 3º campionato di Danimarca 1974 4º campionato di Danimarca 1974                                                                               | |
| Belgio (bandiera)         | Standard Liegi                                                               | 6º campionato del Belgio 1974-75 | Vincitrice della Coppa Intertoto Girone 4 nell'anno precedente |
| Portogallo (bandiera)     | Belenenses Vitória Setúbal                                                   | 6º campionato di Portogallo 1974-75 7º campionato di Portogallo 1974-75 | |
| Paesi Bassi (bandiera)    | AZ Alkmaar Sparta Rotterdam Telstar FC Amsterdam                             | 5º campionato d'Olanda 1974-75 6º campionato d'Olanda 1974-75 7º campionato d'Olanda 1974-75 9º campionato d'Olanda 1974-75                                                                             | |
| Jugoslavia (bandiera)     | Vojvodina Čelik Zenica                                                       | Vicecampione di Jugoslavia 1974-75 11º campionato di Jugoslavia 1974-75 | |

## Squadre partecipanti
La fase a gironi del torneo era composta da dieci gruppi di quattro squadre ciascuno, le squadre che si imponevano nei singoli raggruppamenti venivano considerate tutte vincenti a pari merito.
Rispetto alla Coppa dell'edizione precedente, le squadre della Francia e della Turchia non partecipano, rientrano le squadre dei Paesi Bassi e per la prima volta partecipano le squadre dalla Jugoslavia.
- In giallo le vincitrici dei gironi.

| Girone | Austria       | Belgio         | Cecoslovacchia      | Danimarca | Germania Ovest         | Jugoslavia   | Polonia            | Portogallo      | Svezia     | Svizzera     | Paesi Bassi      |
| 1      | SSW Innsbruck | Standard Liegi | -                   | -         | -                      | -            | -                  | -               | Malmö FF   | -            | Sparta Rotterdam |
| 2      | VÖEST Linz    | -              | Inter Bratislava    | B 1903    | -                      | -            | -                  | -               | -          | Winterthur   | -                |
| 3      | -             | -              | -                   | Vejle     | Eintracht Braunschweig | Vojvodina    | -                  | -               | -          | Zurigo       | -                |
| 4      | Sturm Graz    | -              | -                   | Holbæk    | -                      | -            | Zagłębie Sosnowiec | -               | -          | -            | Telstar          |
| 5      | -             | -              | Zbrojovka Brno      | -         | TeBe Berlino           | -            | Polonia Bytom      | -               | AIK        | -            | -                |
| 6      | -             | -              | -                   | -         | -                      | -            | Rybnik             | -               | Öster      | Grasshoppers | AZ Alkmaar       |
| 7      | Admira/Wacker | -              | -                   | -         | Duisburg               | -            | Śląsk Breslavia    | -               | Åtvidaberg | -            | -                |
| 8      | -             | -              | Bohemians ČKD Praga | -         | Kaiserslautern         | -            | -                  | -               | GAIS       | Young Boys   | -                |
| 9      | -             | -              | Spartak Trnava      | KB        | -                      | -            | -                  | Belenenses      | -          | -            | FC Amsterdam     |
| 10     | -             | -              | Baník Ostrava       | -         | -                      | Čelik Zenica | -                  | Vitória Setúbal | Elfsborg   | -            | -                |

## Risultati
Date: 28 giugno (1ª giornata), 5 luglio (2ª giornata), 12 luglio (3ª giornata), 19 luglio (4ª giornata), 26 luglio (5ª giornata) e 3 agosto 1975 (6ª giornata).

### Girone 1
| Squadra          | Pti | G | V | N | P | GF | GS | DR  |
| ---------------- | --- | - | - | - | - | -- | -- | --- |
| SSW Innsbruck    | 9   | 6 | 3 | 3 | 0 | 12 | 3  | +9  |
| Standard Liegi   | 8   | 6 | 3 | 2 | 1 | 9  | 5  | +4  |
| Malmö FF         | 7   | 6 | 3 | 1 | 2 | 8  | 5  | +3  |
| Sparta Rotterdam | 0   | 6 | 0 | 0 | 6 | 1  | 17 | −16 |

|           | Inn | Sta | Mal | Spa |
| --------- | --- | --- | --- | --- |
| Innsbruck |     | 1-1 | 1-0 | 6-0 |
| Standard  | 1-1 |     | 4-1 | 2-0 |
| Malmö     | 0-0 | 2-0 |     | 2-0 |
| Sparta    | 1-3 | 0-1 | 0-3 |     |

### Girone 2
| Squadra          | Pti | G | V | N | P | GF | GS | DR  |
| ---------------- | --- | - | - | - | - | -- | -- | --- |
| VÖEST Linz       | 12  | 6 | 6 | 0 | 0 | 18 | 6  | +12 |
| Inter Bratislava | 8   | 6 | 4 | 0 | 2 | 13 | 6  | 7   |
| B 1903           | 2   | 6 | 1 | 0 | 5 | 8  | 13 | −5  |
| Winterthur       | 2   | 6 | 1 | 0 | 5 | 4  | 18 | −14 |

|            | Lin | Int | 1903 | Win |
| ---------- | --- | --- | ---- | --- |
| Linz       |     | 2-1 | 3-0  | 4-2 |
| Inter      | 0-2 |     | 2-0  | 4-0 |
| B 1903     | 3-4 | 1-3 |      | 4-0 |
| Winterthur | 0-3 | 1-3 | 1-0  |     |

### Girone 3
| Squadra                | Pti | G | V | N | P | GF | GS | DR  |
| ---------------------- | --- | - | - | - | - | -- | -- | --- |
| Eintracht Braunschweig | 8   | 6 | 4 | 0 | 2 | 13 | 5  | +8  |
| Vojvodina              | 7   | 6 | 3 | 1 | 2 | 14 | 8  | +6  |
| Zurigo                 | 6   | 6 | 2 | 2 | 2 | 6  | 8  | −2  |
| Vejle                  | 3   | 6 | 1 | 1 | 4 | 6  | 18 | −12 |

|              | Bra | Voj | Zur | Vej |
| ------------ | --- | --- | --- | --- |
| Braunschweig |     | 2-1 | 2-0 | 3-0 |
| Vojvodina    | 3-1 |     | 4-1 | 4-1 |
| Zurigo       | 1-0 | 0-0 |     | 2-2 |
| Vejle        | 0-5 | 3-2 | 0-2 |     |

### Girone 4
| Squadra            | Pti | G | V | N | P | GF | GS | DR  |
| ------------------ | --- | - | - | - | - | -- | -- | --- |
| Zagłębie Sosnowiec | 10  | 6 | 4 | 2 | 0 | 12 | 2  | +10 |
| Sturm Graz         | 7   | 6 | 3 | 1 | 2 | 8  | 9  | −1  |
| Telstar            | 5   | 6 | 2 | 1 | 3 | 5  | 8  | −3  |
| Holbæk             | 2   | 6 | 1 | 0 | 5 | 7  | 13 | −6  |

|          | Zag | Stu | Tel | Hol |
| -------- | --- | --- | --- | --- |
| Zagłębie |     | 6-0 | 1-0 | 2-1 |
| Sturm    | 1-1 |     | 2-0 | 2:0 |
| Telstar  | 0-0 | 1-0 |     | 3-1 |
| Holbæk   | 0-2 | 1-3 | 4-1 |     |

### Girone 5
| Squadra        | Pti | G | V | N | P | GF | GS | DR |
| -------------- | --- | - | - | - | - | -- | -- | -- |
| Zbrojovka Brno | 10  | 6 | 5 | 0 | 1 | 15 | 6  | +9 |
| Polonia Bytom  | 7   | 6 | 3 | 1 | 2 | 13 | 6  | +7 |
| TeBe Berlino   | 5   | 6 | 2 | 1 | 3 | 8  | 16 | −8 |
| AIK            | 2   | 6 | 1 | 0 | 5 | 7  | 15 | −8 |

|           | Zbr | Pol | TeB | AIK |
| --------- | --- | --- | --- | --- |
| Zbrojovka |     | 2-1 | 5-0 | 2-0 |
| Polonia   | 1-2 |     | 3-0 | 5-1 |
| TeBe      | 3-2 | 1-1 |     | 1-3 |
| AIK       | 1-2 | 0-2 | 2-3 |     |

### Girone 6
| Squadra      | Pti | G | V | N | P | GF | GS | DR |
| ------------ | --- | - | - | - | - | -- | -- | -- |
| Rybnik       | 10  | 6 | 4 | 2 | 0 | 8  | 3  | +5 |
| Grasshoppers | 6   | 6 | 3 | 0 | 3 | 13 | 12 | +1 |
| AZ Alkmaar   | 6   | 6 | 2 | 2 | 2 | 8  | 8  | 0  |
| Öster        | 2   | 6 | 1 | 0 | 5 | 7  | 13 | −6 |

|              | Ryb | Gra | Alk | Öst |
| ------------ | --- | --- | --- | --- |
| Rybnik       |     | 1-0 | 2-2 | 2-1 |
| Grasshoppers | 0-2 |     | 3-2 | 4-2 |
| Alkmaar      | 0-0 | 3-1 |     | 1-0 |
| Öster        | 0-1 | 2-5 | 2-0 |     |

### Girone 7
| Squadra         | Pti | G | V | N | P | GF | GS | DR |
| --------------- | --- | - | - | - | - | -- | -- | -- |
| Åtvidaberg      | 7   | 6 | 3 | 1 | 2 | 8  | 4  | +4 |
| Duisburg        | 7   | 6 | 3 | 1 | 2 | 6  | 5  | +1 |
| Śląsk Breslavia | 5   | 6 | 2 | 1 | 3 | 7  | 7  | 0  |
| Admira/Wacker   | 5   | 6 | 2 | 1 | 3 | 6  | 11 | −5 |

|               | Åtv | Dui | Ślą | A.W |
| ------------- | --- | --- | --- | --- |
| Åtvidaberg    |     | 1-0 | 3-1 | 3-0 |
| Duisburg      | 1-0 |     | 2-1 | 2-1 |
| Śląsk         | 1-0 | 0-0 |     | 3-0 |
| Admira Wacker | 1-1 | 2-1 | 2-1 |     |

### Girone 8
| Squadra             | Pti | G | V | N | P | GF | GS | DR  |
| ------------------- | --- | - | - | - | - | -- | -- | --- |
| Kaiserslautern      | 10  | 6 | 5 | 0 | 1 | 19 | 6  | 13  |
| Bohemians ČKD Praga | 10  | 6 | 5 | 0 | 1 | 9  | 6  | +3  |
| Young Boys          | 2   | 6 | 1 | 0 | 5 | 9  | 15 | −6  |
| GAIS                | 2   | 6 | 1 | 0 | 5 | 6  | 16 | −10 |

|                | Kai | Boh | Y.B | GAIS |
| -------------- | --- | --- | --- | ---- |
| Kaiserslautern |     | 2-0 | 4-2 | 6-0  |
| Bohemians      | 2-1 |     | 2-1 | 1-0  |
| Young Boys     | 1-3 | 1-2 |     | 3-4  |
| GAIS           | 1-3 | 1-2 | 0-1 |      |

### Girone 9
| Squadra            | Pti | G | V | N | P | GF | GS | DR  |
| ------------------ | --- | - | - | - | - | -- | -- | --- |
| Belenenses         | 10  | 6 | 4 | 2 | 0 | 8  | 4  | +4  |
| Spartak TAZ Trnava | 8   | 6 | 3 | 2 | 1 | 17 | 7  | +10 |
| FC Amsterdam       | 5   | 6 | 2 | 1 | 3 | 7  | 9  | −2  |
| KB                 | 1   | 6 | 0 | 1 | 5 | 7  | 19 | −12 |

|            | Bel | Spa | Ams | KB  |
| ---------- | --- | --- | --- | --- |
| Belenenses |     | 2-1 | 1-0 | 1-1 |
| Spartak    | 2-2 |     | 2-0 | 6-1 |
| Amsterdam  | 0-1 | 1-1 |     | 5-4 |
| KB         | 0-1 | 1-5 | 0-1 |     |

### Girone 10
| Squadra           | Pti | G | V | N | P | GF | GS | DR |
| ----------------- | --- | - | - | - | - | -- | -- | -- |
| Čelik Zenica      | 10  | 6 | 4 | 2 | 0 | 10 | 5  | +5 |
| Vitória Setúbal   | 6   | 6 | 2 | 2 | 2 | 6  | 6  | 0  |
| Baník Ostrava OKD | 5   | 6 | 2 | 1 | 3 | 8  | 9  | −1 |
| Elfsborg          | 3   | 6 | 1 | 1 | 4 | 6  | 10 | −4 |

|          | Čel | Vit | Ban | Elf |
| -------- | --- | --- | --- | --- |
| Čelik    |     | 1-1 | 2-1 | 2-0 |
| Vitória  | 1-2 |     | 2-1 | 1-0 |
| Baník    | 1-1 | 1-0 |     | 3-1 |
| Elfsborg | 1-2 | 1-1 | 3-1 |     |